# Calle de las Peñuelas (Segovia)
La calle de las Peñuelas es una vía pública de la ciudad española de Segovia.

## Descripción
La vía, que conecta la calle de Almira con la de las Morenas, debe el título a unas grandes rocas o peñas que había cerca de esta última. Aparece descrita en Las calles de Segovia (1918) de Mariano Sáez y Romero con las siguientes palabras:

Peñuelas.—Va desde la calle de Almira a la de las Morenas. Es una travesía sin recuerdo alguno y que se llama así por unas peñas o grandes piedras que hay en el sitio de calle, ya cerca de la de las Morenas. Peñuelas se designaba también el terreno cerca de la Peña del Pico, en el Eresma, por donde pasa la calle de los Molinos.
(Sáez y Romero, 1918, p. 129)